# Albiorix rosario
Espèce
Albiorix rosario est une espèce de pseudoscorpions de la famille des Ideoroncidae.

## Distribution
Cette espèce est endémique de Basse-Californie au Mexique. Elle se rencontre vers El Rosario.

## Description
Le mâle holotype mesure 1,94 mm.

## Étymologie
Son nom d'espèce lui a été donné en référence au lieu de sa découverte, El Rosario.

## Publication originale
- Harvey & Muchmore, 2013 : The systematics of the pseudoscorpion family Ideoroncidae (Pseudoscorpiones: Neobisioidea) in the New World. Journal of Arachnology, vol. 41, no 3, p. 229-290 (texte intégral).